# プロポーザル方式
プロポーザル方式、または企画競争方式（きかくきょうそうほうしき）は、主に公共調達において複数の者に調達を行う内容に関する企画書等の提出を求め、その企画内容について審査を行い、最も優れていると審査されたものを調達先（契約先）に選定する方法。主に業務の委託先や建築物の設計者を選定する際に用いられる。「プロポーザル（proposal）」は「企画、提案」の意味。

## 概要
行政機関の行う公共調達では原則として競争入札により調達先を選定することになっているが、競争入札に馴染まないもの、例えば一定の専門性を要する案件においては、単純な価格競争では優劣の比較が困難な状況が発生する。こうしたケースにおいては随意契約により調達先を選定し契約を行うことがあるが、その調達先の選定にあたって過去の実績のみを優遇するなど、必ずしも適切とはいえない運用が行われてきたのではないかとの指摘が存在した。
また、公共建築物などの設計の場合は建築設計競技（コンペ）が行われる事例もあるが、コンペ方式では受注の成否が不明なままに、詳細な設計まで行う必要があり、応募者の負担が大きいという課題もある。
こういった状況を踏まえ、政府の「公共調達の適正化に関する関係省庁連絡会議」において2006年（平成18年）2月24日に「公益法人等との随意契約の適正化について」とする報告書が取りまとめられ、この報告書をもとに同年8月26日付で財務省が「公共調達の適正化について」（財計第2017号）とする財務大臣通知を発出、この中で企画競争（プロポーザル）による調達の定義や実施に際しての基本的な事項が定められ、各省庁において運用が始まったものである。
発注者は事前に業務（あるいは建築物）の場所・目的・期間を提示し、受託希望者はその業務（設計）に対する遂行方法、その方法を選択するメリットを提案し、提案書の形でとりまとめる。発注者はその提案書を審査するとともに受託希望者に提案内容についてのヒアリングを行う。発注者は提案書ならびにヒアリングの結果をもとに受託希望者を選定する。選定後は、提案書選定の時点で競争が終了しているとの考え方から、行政機関においては随意契約（業者指定契約、会計法第29条の3第4項・第5項、または地方自治法施行令第167条の2第1項第2号・第5号・第6号）により、業務委託契約を締結する。設計業務の場合、コンペ方式が「設計書」を選定するのに対し、プロポーザル方式は「設計者」を選定するという違いがある。